# Цвірко Людмила Євгенівна
Людми́ла Євге́нівна Цвірко́  (нар. 1935, Пенза — пом. 2006) — українська піаністка і викладач, заслужена артистка України.
Народилася у м. Пенза (Росія). У 1959 закінчила Київську консерваторію в класі фортепіано В.Нільсена. З 1959 — викладач Київської консерваторії класу камерного ансамблю, з 1989 — професор, у 1980 — 2004 — проректор з творчої роботи НМАУ. У 1960—1980 роках проводила активну ансамблеву концертну діяльність, значне місце в її виконавській творчості посідали твори українських композиторів — Б.Лятошинського, В.Косенка, В.Кирейка, Є. Станковича, М. Скорика, І.Карабиця та інших.
Серед її учнів — піаністка Валентина Лисиця.
Нагороджена Орденом «Дружби народів» (1981), званням «Заслужений артист України» (1989), знаком «Відмінник України», почесними грамотами.